# Мемориальная церковь Протестации

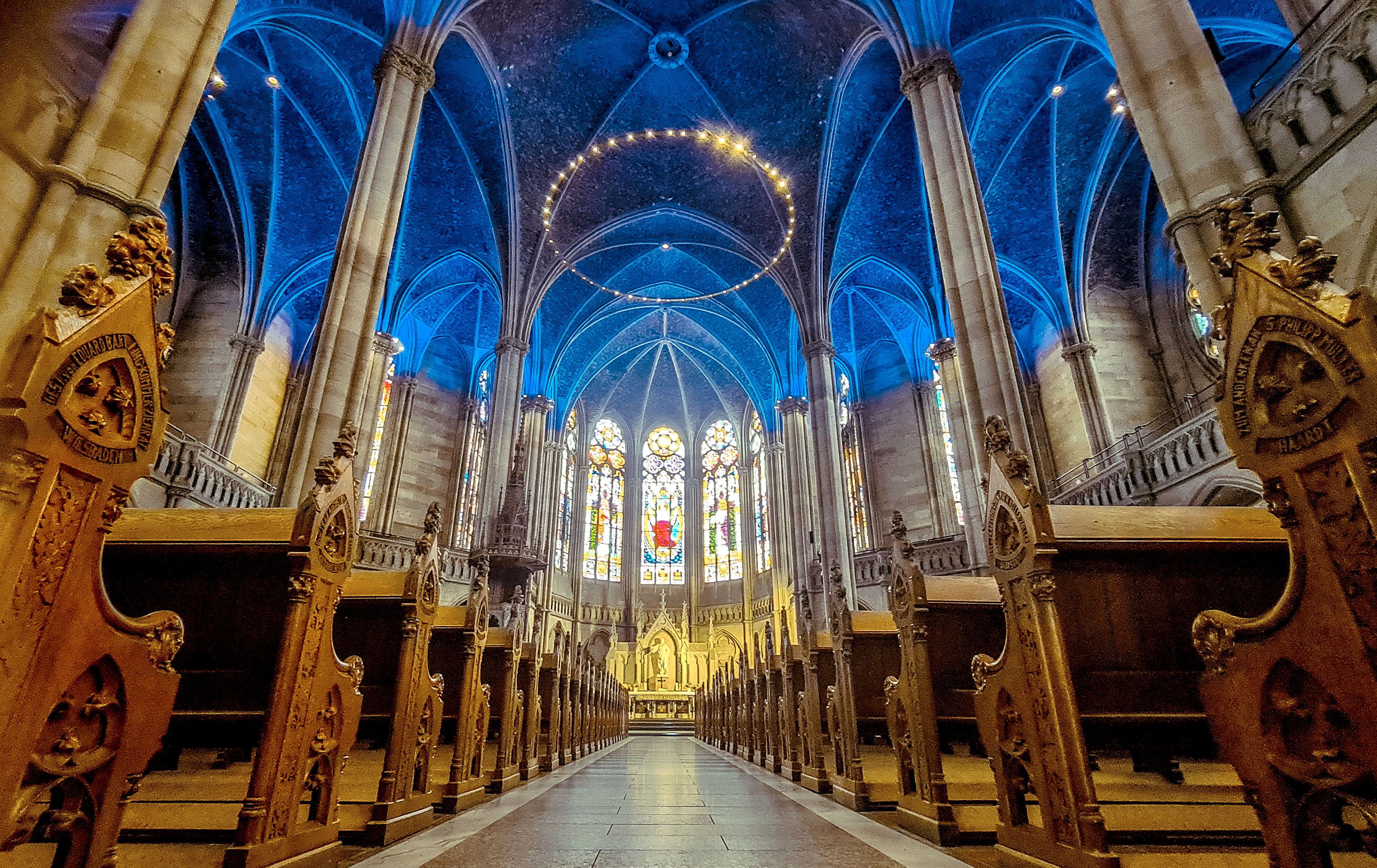

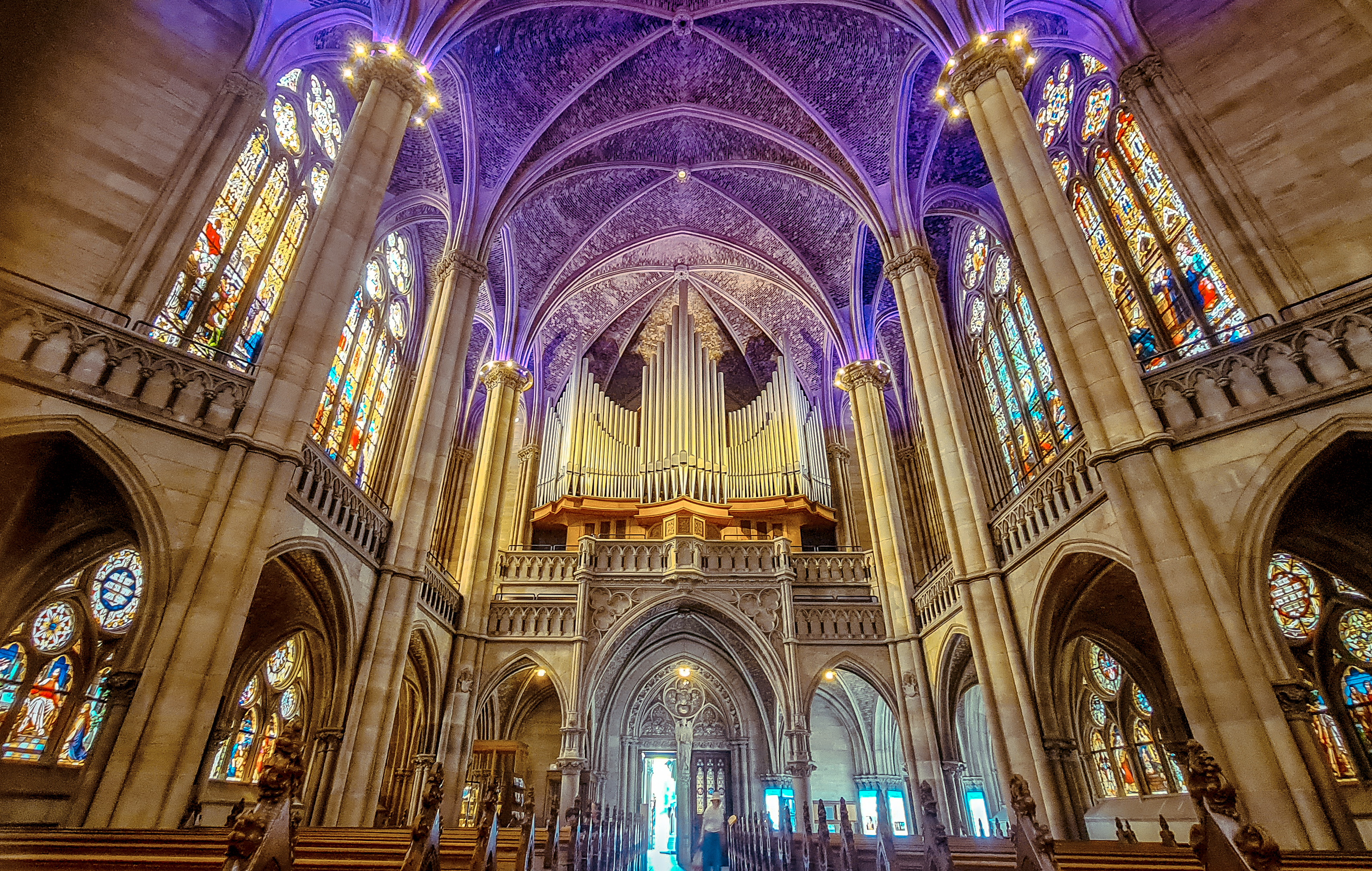
Современный инструмент был создан в мастерской D. Kleuker в Билефельде в 1979 году.

Мемориа́льная це́рковь Протеста́ции — протестантская церковь в Шпайере, земля Рейнланд-Пфальц. Здание построено в память о Шпайерской протестации в 1529 году. Церковь имеет самую высокую колокольню в Пфальце (высота 100 метров).
Здание находится в юго-западной части Шпайер, за пределами стен старого города, напротив бывших ворот Ландау ворот, где в XIX веке находился пригород с домами в стиле эпохи Вильгельма.

## История
Во второй половине XIX века отношения между протестантскими властями Германии и католиками резко обострились. Данный процесс получил название Культуркампф. В качестве одного из способов показать католикам, кто в Германии имеет реальную силу, был проект строительства в одной из наиболее пропапских настроенных земель огромной протестантской церкви в память об имевшем здесь место в XVI веке событии — Шпайерской Протестации (от которой и произошло слово протестантизм).
В том числе этого было реакцией на реставрацию Иоганном фон Штраудольфом Шпайерского собора в 1846—1856 годах. Первоначально планировалось отремонтировать барочную церковь Троицы, расположенный недалеко от кафедрального собора, но затем было решено построить на этом месте новое здание. Тем не менее от проекта до начала строительства прошло почти 35 лет.

## Строительство

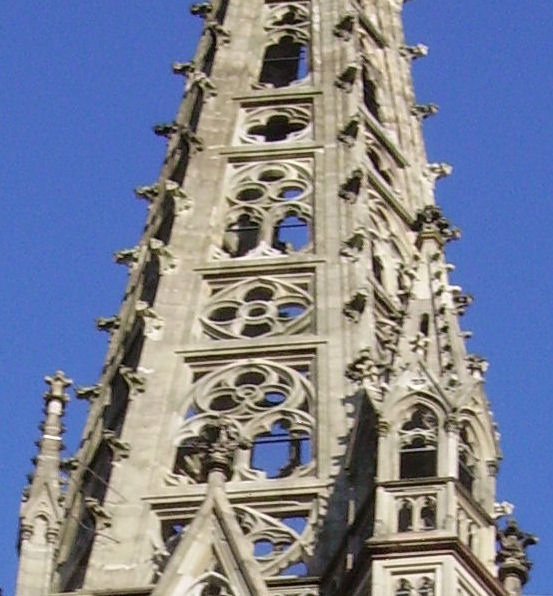
Часть церковного шпиля

Первоначально здание планировалось построить на развалинах усадьбы «Retscher», где, как считалось и происходило собрание протестантов в 1529 году. Для сооружения здания в 1857 году с разрешения баварского короля Максимилиана II был создан строительный союз. Так как одновременно с этим протестанты были финансировали создание памятника Лютеру в Вормсе, первоначально пожертвования были весьма скудны. Этот памятник был открыт в 1868 году в присутствии прусского короля Вильгельма I и наследного принца, который впоследствии стал императором Фридрихом III. Шпайерский приход использовал это событие, чтобы вступить в контакт с прусским королевским домом, что позднее оказалось весьма важным для проекта.
После того, как стало известно, что сейм 1529 года проходил не в этой усадьбе, место для новой стройки более не связывалось со Старым Городом. В 1883 году «Ассоциация по строительству церкви в память о протестации 1529 года» принял решение о текущем местоположении церкви. Объявление догмата о папской непогрешимости вдохнуло новую жизнь в проект в 1870 году, тем более, что в 1871 году была основа Германская империя. Было решено, что новая церковь не должна напоминать католический кафедральный собор Шпайера. Был объявлен конкурс, в котором приняли участие 45 архитекторов со всей Германской империи. В итоге было принято решение о строительстве здания в неоготическом стиле по проекту Юлиуса Флюгге и Карла Нордманна из Эссена.
Так как средств для строительства не хватало, то в 1890 году ассоциация обратился к императору Вильгельму II, который обещал профинансировать строительство. Другим основным благотворителем здания стал уроженец Пфальца Генри Виллард. 24 августа 1893 состоялась закладка фундамента. Через одиннадцать лет церковь-памятник была освящена (31 августа 1904).

## Архитектура

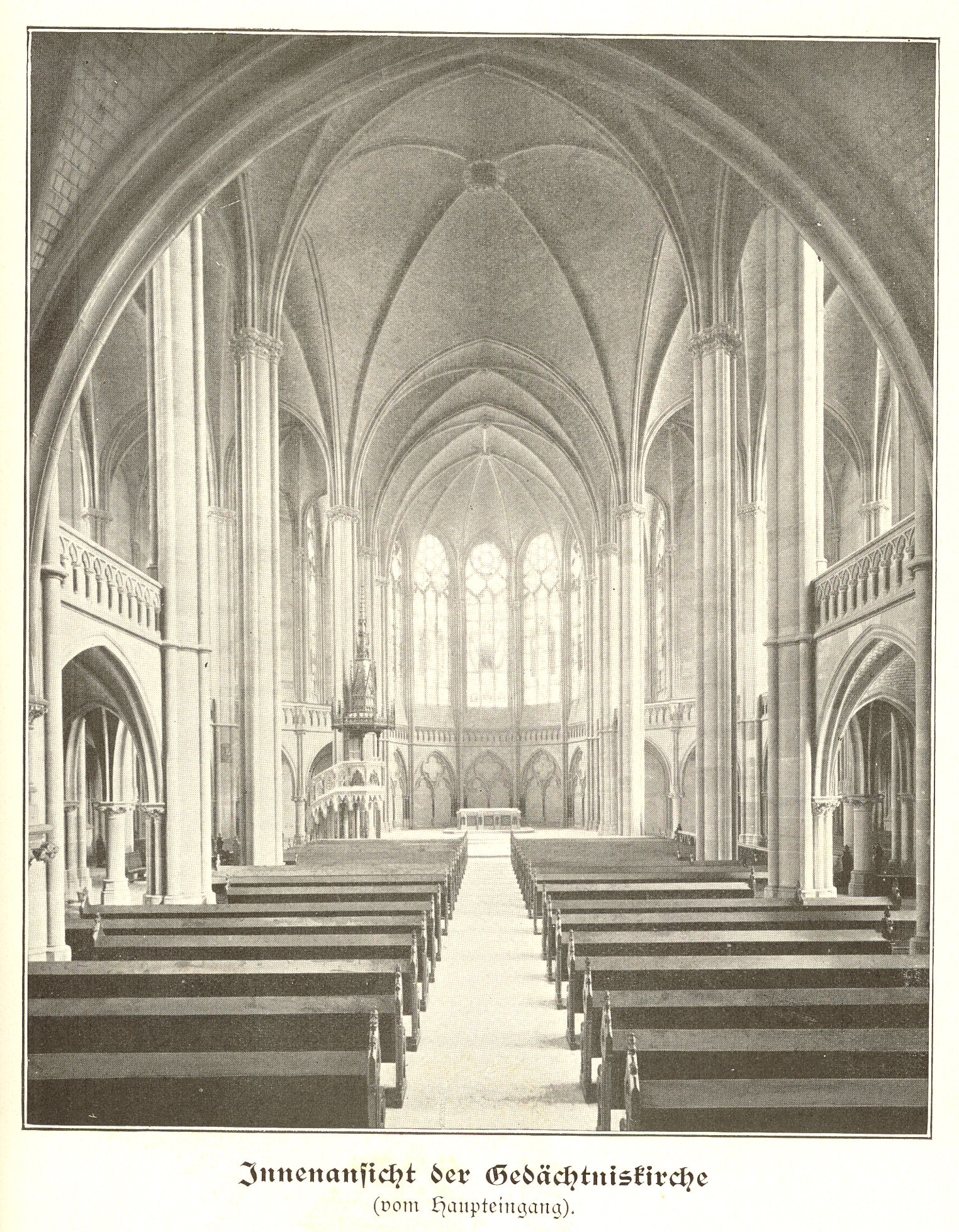
Интерьер

### Размеры
- Общая длина церкви и башня: 72 метра
- Общая длина церкви внутри: 51 метр
- Ширина нефа: 24 метра
- Ширина трансепта: 45 метров
- Внутренняя площадь: 1,200 квадратных метра
- Высота арки центрального нефа: 22 метра
- Башня высотой 100 метров

### Материалы и дизайн
Материал для строительства выбирался с особой тщательностью. Красный песчаник из карьера Вайденталь, использованный для фундамента, не мог быть использован для дальнейших работ, так как в нём было много включений галечных камней, и, следовательно, он был непригоден для скульптурных работ. Кроме того, было опасение, что красный песчаник будет темнеть вследствие выветривания, в то время как бело-серый песчаник из карьера Фогесен должен сохранять свою бледную окраску. В общей сложности было использовано 6,622 кубических метров карьерного камня и 1,935 кубических метров камня для стен.
Крыша была создана из глазурованной плитки, фиксированной медной проволокой. Перекрытия нефа сделаны из искусственного туфа из-за его лёгкого веса.

### Мемориальный холл

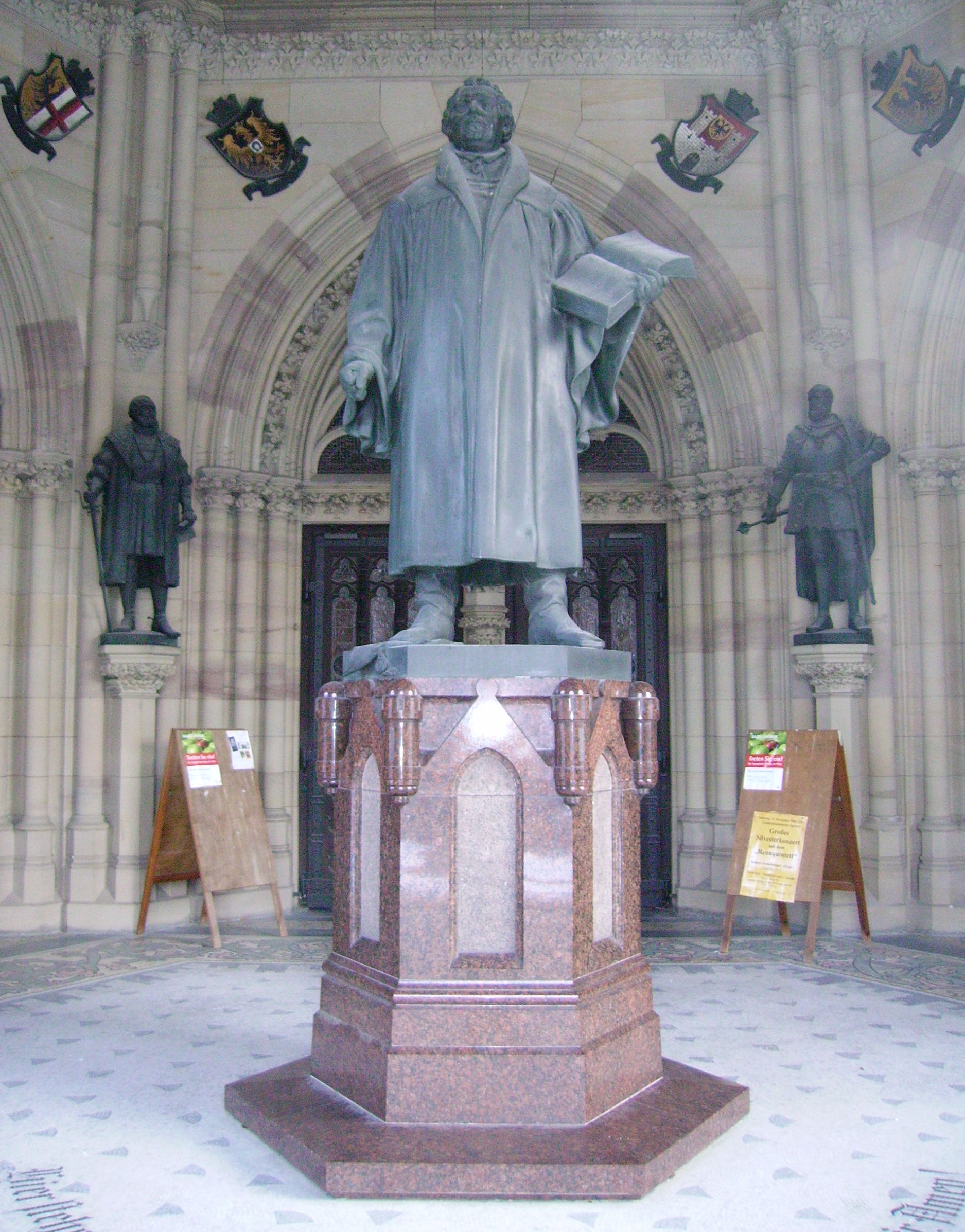
Статуя Лютера в мемориальном холле

Мемориальный холл расположен на первом этаже башни. Как башня, он имеет гексагональную форму. Холл расположен перед главным входом, так как это единственное место, где посетители могут увидеть участников протестации, так как их статуи не разрешается располагать в интерьере церкви.

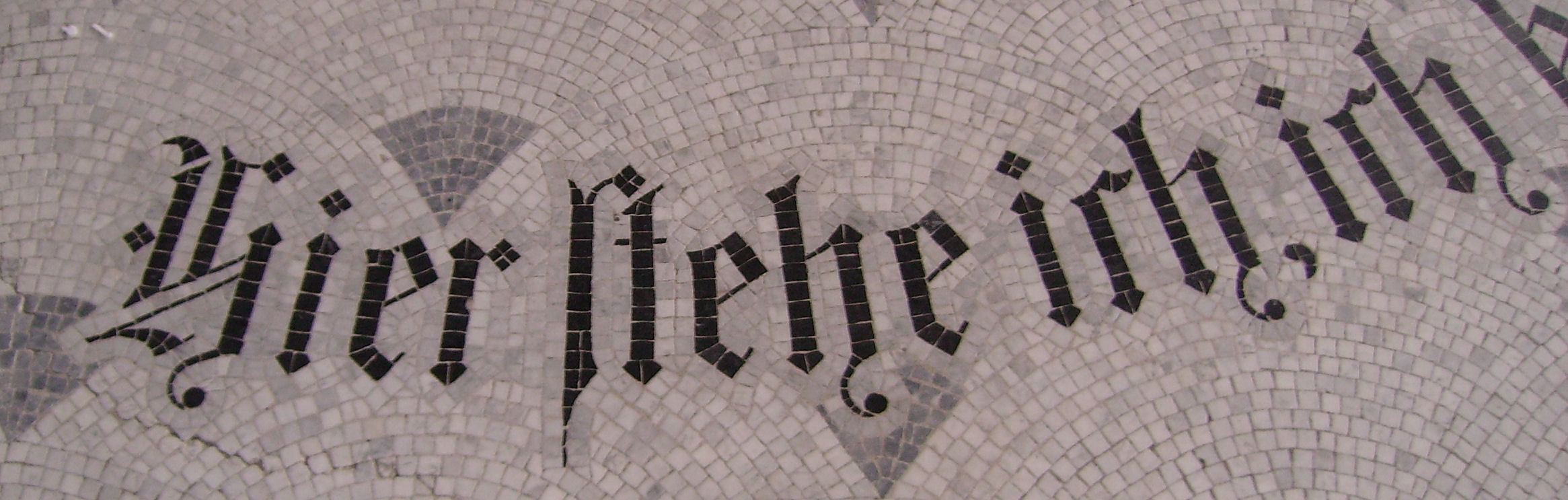
На том стою…

В центре зала находится бронзовая статуя Мартина Лютера на пьедестале из шведского гранита. Это дар от американских лютеран немецкого происхождения. В левой руке Лютер держит открытую Библию, а его правая рука сжата в кулак. Правой ногой он топчет папскую буллу об отлучении. На мозаичном полу перед статуей выложена знаменитая фраза реформатора: нем. Hier stehe ich, ich kann nicht anders, Gott helfe mir. Amen! — На том стою, не могу иначе, и да поможет мне Бог. Аминь.
Вокруг находятся статуи шести князей, присутствовавших на протестации 19 апреля 1529:
- курфюрст Саксонии Иоганн Твёрдый
- Эрнест I, герцог Брауншвейг-Люнебургский
- Франц, герцог Брауншвейг-Люнебургский
- князь Вольфганг Ангальтский
- Георг, маркграф Бранденбург-Ансбахский
- Филипп I, ландграф Гессенский

На пересечениях арок находятся гербы 14 имперских городов, поддержавших протестацию: Страсбург, Аугсбург, Ульм, Констанц, Линдау, Мемминген, Кемптен, Нёрдлинген, Хайльбронн, Ройтлинген, Исни, Санкт-Галлен , Вайссенбург, Нюрнберг и Бад-Виндсхайм.

### Главный портал

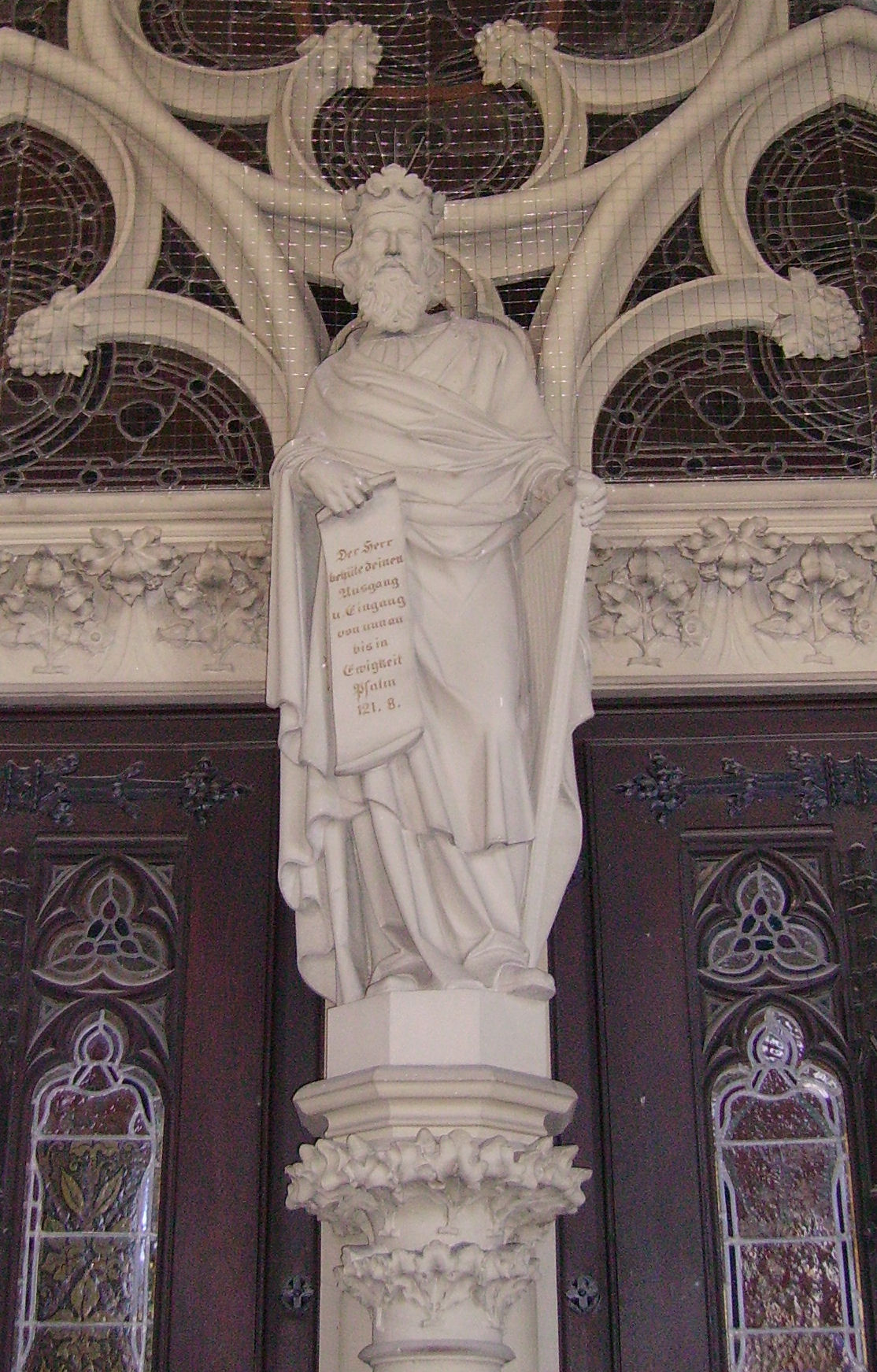
Статуя царя Давида

Портал состоит из двух частей, разделённых в середине колонной из песчаника, на которой находится статуя царя Давида с арфой в правой руке и свитком в левой. На свитке написано нем. Der Herr behüte deinen Ausgang u. Eingang von nun an bis in Ewigkeit (Господь будет охранять выхождение твое и вхождение твое отныне и вовек. Пс. 120:8)
С внутренней стороны портала находится статуя ангела с открытой книгой, где написано: нем. Selig, die Gottes Wort hören u. bewahren.

### Интерьер здания
Внутри церкви находятся дубовые скамьи, украшенные гербами благодетелей. Общая вместимость здания — 1800 мест.

### 36 окон

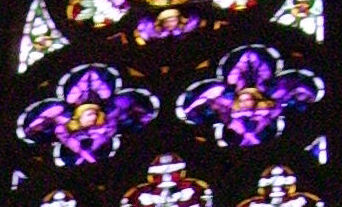

Здание имеет 36 витражных окон, созданных в стиле историзма.
Главное окно в апсиде была подарено последней германской императорской четой, Вильгельмом II и его женой Августой Викторией, поэтому оно носит название императорских хоров. Головы семи ангелов в средней трети окна написаны с детей императора. Вильгельм II был это сказать по этому поводу: нем. Früher war'n dat mal sieben Bengelchen, heute sind es Engelchen (Ранее это были семь маленьких негодяев, сегодня же они представляют собой ангелов).

### Колокола
Оригинальные колокола были отлиты Францем Шиллингом в Апольде в 1900—1903 годах. Главный колокол — подарок императора, весивший 9,150 килограмма, был уничтожен в de:Glockenfriedhof в 1942 году в Гамбурге. Остальные четыре колокола вернулись в церковь после окончания войны, но после испытаний их качество было признано неудовлетворительным. Новые колокола были отлиты братьями Бахерт из Карлсруэ в 1959 году.
| Название         | Вес      | Размер |
| ---------------- | -------- | ------ |
| Мартин Лютер     | 7 540 кг | 2,33 м |
| Жан Кальвин      | 4 452 кг | 1,95 м |
| Ульрих Цвингли   | 2 530 кг | 1,59 м |
| Густав II Адольф | 1 578 кг | 1,33 м |
| Густав II Адольф | 1 578 кг | 1,33 м |
| Мартин Буцер     | 729 кг   | 1,00 м |
| Захария Урсин    | 627 кг   | 0,93 м |
| Иоганн Бадер     | 443 кг   | 0,83 м |

### Орган
Оригинальный орган не сохранился. Он был создан в 1900 году в Штутгарте компанией C. F. Weigle, окончательные работы проведены фирмой Öttingen Firm Steinmeyer в 1902 году. Он имел 65 звучащих регистров, разделенных по четыре мануала и педаль. Этот орган был демонтирован во время реконструкции в 1938-39 годах. Современный инструмент был создан в мастерской D. Kleuker в Билефельде в 1979 году. Его 97 регистров позволяют ему считаться самым большим органом в юго-западной части Германии.